# Грачёв, Вячеслав Иванович
Вячеслав Иванович Грачёв (родился 22 апреля 1973 в Ташкенте) — российский регбист и регбийный тренер, игравший на позиции восьмого. Мастер спорта России международного класса.

## Карьера игрока

### Клубная
Воспитанник школы советского регби, выступал в чемпионате Узбекской ССР за ташкентскую «Звезду». В 1990-е годы выступал в России за клуб «Енисей-СТМ», который покинул в 2001 году. Выступал на протяжении 2000-х в чемпионате Франции. В 2008 году получил серьёзную травму колена, из-за которой вынужден был пропустить долгое время и чуть не завершил карьеру, но доиграл до 2012 года.

### В сборной
В сборной сыграл 73 игры и набрал 155 очков. Дебютировал в сборной 6 июля 1993 в матче против Италии. Участвовал в чемпионате мира 2011 года, был самым возрастным игроком российской сборной. По оценкам официального сайта чемпионата мира, был призван в сборную специально для поднятия боевого духа как самый опытный игрок в её истории.

## Карьера тренера
В 2012 году стал тренером команды «Булава», но в конце года решил не продлевать с ней контракт. В 2014 году был назван кандидатом на место в штабе сборной России. В 2019 году снова возглавил «Булаву». Летом 2020 года покинул команду после 7 туров чемпионата России-2020/21 — команда смогла одержать только 1 победу.